# 建福 (新羅)
建福（584年—634年）是新羅君主真平王與善德王之年號。632年善德王繼位沿用。

## 紀年、干支、西曆對照表
| 建福   | 元年     | 二年     | 三年     | 四年     | 五年     | 六年     | 七年     | 八年     | 九年     | 十年   |
| ------ | -------- | -------- | -------- | -------- | -------- | -------- | -------- | -------- | -------- | ------ |
| 儒略曆 | 584年    | 585年    | 586年    | 587年    | 588年    | 589年    | 590年    | 591年    | 592年    | 593年  |
| 干支   | 甲辰     | 乙巳     | 丙午     | 丁未     | 戊申     | 己酉     | 庚戌     | 辛亥     | 壬子     | 癸丑   |
| 建福   | 十一年   | 十二年   | 十三年   | 十四年   | 十五年   | 十六年   | 十七年   | 十八年   | 十九年   | 二十年 |
| 儒略曆 | 594年    | 595年    | 596年    | 597年    | 598年    | 599年    | 600年    | 601年    | 602年    | 603年  |
| 干支   | 甲寅     | 乙卯     | 丙辰     | 丁巳     | 戊午     | 己未     | 庚申     | 辛酉     | 壬戌     | 癸亥   |
| 建福   | 二十一年 | 二十二年 | 二十三年 | 二十四年 | 二十五年 | 二十六年 | 二十七年 | 二十八年 | 二十九年 | 三十年 |
| 儒略曆 | 604年    | 605年    | 606年    | 607年    | 608年    | 609年    | 610年    | 611年    | 612年    | 613年  |
| 干支   | 甲子     | 乙丑     | 丙寅     | 丁卯     | 戊辰     | 己巳     | 庚午     | 辛未     | 壬申     | 癸酉   |
| 建福   | 三十一年 | 三十二年 | 三十三年 | 三十四年 | 三十五年 | 三十六年 | 三十七年 | 三十八年 | 三十九年 | 四十年 |
| 儒略曆 | 614年    | 615年    | 616年    | 617年    | 618年    | 619年    | 620年    | 621年    | 622年    | 623年  |
| 干支   | 甲戌     | 乙亥     | 丙子     | 丁丑     | 戊寅     | 己卯     | 庚辰     | 辛巳     | 壬午     | 癸未   |
| 建福   | 四十一年 | 四十二年 | 四十三年 | 四十四年 | 四十五年 | 四十六年 | 四十七年 | 四十八年 | 四十九年 | 五十年 |
| 儒略曆 | 624年    | 625年    | 626年    | 627年    | 628年    | 629年    | 630年    | 631年    | 632年    | 633年  |
| 干支   | 甲申     | 乙酉     | 丙戌     | 丁亥     | 戊子     | 己丑     | 庚寅     | 辛卯     | 壬辰     | 癸巳   |
| 建福   | 五十一年 |          |          |          |          |          |          |          |          |        |
| 儒略曆 | 634年    |          |          |          |          |          |          |          |          |        |
| 干支   | 甲午     |          |          |          |          |          |          |          |          |        |

## 同期存在的其他政權之紀年
- 中國
  - 天保（562年—585年）：西梁政權——梁明帝萧岿的年号
  - 广运（586年—587年）：西梁政權——梁後主萧琮的年号
  - 至德（583年—586年）：陳朝政權——陳後主陈叔宝的年号
  - 禎明（587年—589年）：陳朝政權——陳後主陈叔宝的年号
  - 开皇（581年—600年）：隋朝政权——隋文帝杨坚年号
  - 仁壽（601年—604年）：隋朝政权——隋文帝杨坚年号
  - 大业（605年—618年）：隋朝政权——隋煬帝杨广年号
  - 义宁（617年—618年）：隋朝政权——隋恭帝杨侑年号
  - 皇泰（618年—619年）：隋朝政权——杨侗年号
  - 白烏（613年）：隋朝時期——向海明年号
  - 大世（614年）：隋朝時期——劉迦論年号
  - 始兴（616年）：隋朝時期——操师乞年号
  - 太平（616年—622年）：隋朝時期——楚政權林士弘年号
  - 丁丑（617年—618年）：隋朝時期——夏政權窦建德年号
  - 五凤（618年—621年）：隋朝時期——夏政權窦建德年号
  - 永平（617年—618年）：隋朝時期——魏政權李密年号
  - 天兴（617年—620年）：隋朝時期——刘武周年号
  - 正平（617年—618年）：隋朝時期——永樂王郭子和年号
  - 秦兴（617年—618年）：隋朝時期——秦政權薛擧年号
  - 安乐（617年—619年）：隋朝時期涼政權李軌年号
  - 鸣凤（617年—618年）：隋朝時期——梁政權蕭銑年号
  - 通聖（617年）：隋朝時期——曹武徹年号
  - 永隆（618年—628年）：隋朝時期——梁政權梁師都年号
  - 武德（618年五月—626年十二月）：唐朝政權——唐高祖李淵年号
  - 貞觀（627年正月—649年十二月）：唐朝政權——唐太宗李世民年号
  - 天壽（618年—619年）：唐朝時期——許政權宇文化及年号
  - 昌達（618年—619年）：唐朝時期——楚政權朱粲年号
  - 始兴（618年十—624年）：唐朝時期——燕政權高开道年号
  - 法輪（618年）：唐朝時期——齊政權高曇晟年号
  - 延昌（561年—601年）：高昌政权——麴乾固年号
  - 延和（602年—613年）：高昌政权——麴伯雅年号
  - 义和（614年—619年）：高昌政权——麴伯雅年号
  - 重光（620年—623年）：高昌政权——麴伯雅年号
  - 延壽（624年—640年）：高昌政权——麴文泰年号

## 参看
- 朝鮮半島年號列表
  - 其他使用建福年號的政權